# Theophanis Lamboukas
Theophanis Lamboukas, känd som Théo Sarapo, född 26 januari 1936 i Paris, död 28 augusti 1970 i Limoges, Haute-Vienne, var en fransk skådespelare och sångare samt den franska sångerskan Édith Piafs sista make. 
Lamboukas, som hade grekiskt påbrå, ursprungligen frisör som sin far. Han var 26 år när han i oktober 1962 äktade den 47-åriga Piaf men blev änkling ett år senare. Han fick en hit tillsammans med henne 1962 med "A quoi ça sert l'amour?" (What Good Is Love?). Sarapo dog i en bilolycka 1970. Han begravdes bredvid Piaf på kyrkogården Père-Lachaise i Paris.